# J.J. & Jeff
J.J. & Jeff, conocido en Japón como Kato-chan & Ken-chan (カトちゃんケンちゃん), es un videojuego de plataformas para la TurboGrafx-16. La versión japonesa del juego está vagamente basada en el popular show de comedia televisiva Fun TV con Kato-chan y Ken-chan, en el cual se inspiró el productor americano Vin Di Bona para crear America's Funniest Home Videos en 1990. El juego dispone de personajes y enemigos fuera de lo común, y humor escatológico, incluyendo flatulencia, micción y defecación en el lanzamiento japonés. En 2007, el juego fue relanzado en la consola virtual de Wii en Norteamérica el 28 de mayo, y en Europa el 15 de junio.

## Trama
J.J & Jeff son detectives torpes parecidos al Inspector Clouseau. Se encuentran trabajando en un caso de un secuestro. En la versión japonesa, Kato-chan & Ken-chan, la trama se basa principalmente en los segmentos de detectives del show.

## Jugabilidad
Al comienzo, el jugador puede escoger a J.J. o a Jeff para jugar. El personaje que no haya sido escogido aparecerá en varias ocasiones parado sobre postes de luz o escondido entre los arbustos, pero permanecerá injugable.
Existen tres maneras de atacar a los enemigos en J.J. & Jeff. Una es saltando sobre ellos como en Super Mario Bros. La segunda manera es pintar a los enemigos con un aerosol. La tercera es patear a los enemigos.
El juego incluye seis niveles (campos) separados en cuatro partes, aunque el manual diga que solo exista un total de ocho niveles.
Una barra de vida llamada «Vitalidad» se agotará a medida que el personaje resulte herido. Comer comida que se encuentra escondida en cada nivel rellenará esta barra. El dinero encontrado podrá ser usado para jugar en las máquinas tragamonedas para ganar ítems. Estas máquinas se pueden encontrar en varias habitaciones escondidas en cada nivel. Patear objetos al azar podrá otorgar dinero y comida, entre otros ítems. Pueden obtenerse vidas extra alcanzando 70.000, 150.000, 300.000 y 500.000 puntos.

## Lanzamiento
El juego original japonés tiene un fuerte énfasis en el humor escatológico, y gran parte del mismo fue removido en la versión americana. Por ejemplo, en la versión original, el aerosol solía ser la flatulencia del protagonista. Además, el personaje no jugable se encontraba defecando en los arbustos y orinando en los postes de luz. La orina fue removida, y se puede ver al personaje llevando una máscara de oso en la versión americana.

## Recepción
Computer and Video Games analizó Kato-Chan & Ken-Chan en 1989, dándole un puntaje de 91%. Dijeron que «tiene que ser uno de los juegos de plataformas más rudos y graciosos que existen», con «un sinfín de pantallas secretas y extras para descubrir». Recomendaron que «los fanes de PC Engine no deberían perdérselo».